# Illice ruptifascia
Illice ruptifascia là một loài bướm đêm thuộc phân họ Arctiinae, họ Erebidae.